# Брезовац (Аранђеловац)
Брезовац је насеље у Србији у општини Аранђеловац у Шумадијском округу. Према попису из 2022. има 554 становника (према попису из 2011. било је 688 становника). У селу се налази Манастир Светог Архангела Михаила.

## Демографија
У насељу Брезовац живи 629 пунолетних становника, а просечна старост становништва износи 42,0 година (41,6 код мушкараца и 42,4 код жена). У насељу има 255 домаћинстава, а просечан број чланова по домаћинству је 3,13.
Ово насеље је скоро у потпуности насељено Србима (према попису из 2002. године), а у последња три пописа, примећен је пад у броју становника.
|  |

| Демографија | Демографија | Демографија |
| Година      | Становника  | Становника  |
| ----------- | ----------- | ----------- |
| 1948.       | 1.375       |             |
| 1953.       | 1.359       |             |
| 1961.       | 1.333       |             |
| 1971.       | 1.164       |             |
| 1981.       | 993         |             |
| 1991.       | 881         | 866         |
| 2002.       | 797         | 837         |
| 2011.       | 688         |             |
| 2022.       | 554         |             |

| Етнички састав према попису из 2002.‍ | Етнички састав према попису из 2002.‍ | Етнички састав према попису из 2002.‍ | Етнички састав према попису из 2002.‍ | Етнички састав према попису из 2002.‍ |
| ------------------------------------ | ------------------------------------ | ------------------------------------ | ------------------------------------ | ------------------------------------ |
|                                      |                                      |                                      |                                      |                                      |
| Срби                                 | Срби                                 |                                      | 771                                  | 96,73%                               |
| Хрвати                               | Хрвати                               |                                      | 2                                    | 0,25%                                |
| Црногорци                            | Црногорци                            |                                      | 1                                    | 0,12%                                |
| непознато                            | непознато                            |                                      | 23                                   | 2,88%                                |

| Година пописа     | 1948. | 1953. | 1961. | 1971. | 1981. | 1991. | 2002. |
| ----------------- | ----- | ----- | ----- | ----- | ----- | ----- | ----- |
| Број домаћинстава | 282   | 285   | 303   | 291   | 272   | 239   | 255   |

| Број чланова      | 1  | 2  | 3  | 4  | 5  | 6  | 7 | 8 | 9 | 10 и више | Просек |
| ----------------- | -- | -- | -- | -- | -- | -- | - | - | - | --------- | ------ |
| Број домаћинстава | 52 | 65 | 34 | 40 | 37 | 22 | 4 | 1 | 0 | 0         | 3,13   |

| Пол    | Укупно | Неожењен/Неудата | Ожењен/Удата | Удовац/Удовица | Разведен/Разведена | Непознато |
| ------ | ------ | ---------------- | ------------ | -------------- | ------------------ | --------- |
| Мушки  | 323    | 77               | 206          | 30             | 6                  | 4         |
| Женски | 334    | 46               | 208          | 70             | 4                  | 6         |
| УКУПНО | 657    | 123              | 414          | 100            | 10                 | 10        |

| Пол    | Укупно                    | Пољопривреда, лов и шумарство | Рибарство                            | Вађење руде и камена | Прерађивачка индустрија       |
| ------ | ------------------------- | ----------------------------- | ------------------------------------ | -------------------- | ----------------------------- |
| Мушки  | 190                       | 61                            | 0                                    | 62                   | 42                            |
| Женски | 94                        | 47                            | 0                                    | 4                    | 24                            |
| УКУПНО | 284                       | 108                           | 0                                    | 66                   | 66                            |
| Пол    | Производња и снабдевање   | Грађевинарство                | Трговина                             | Хотели и ресторани   | Саобраћај, складиштење и везе |
| Мушки  | 1                         | 3                             | 4                                    | 1                    | 10                            |
| Женски | 0                         | 0                             | 7                                    | 2                    | 0                             |
| УКУПНО | 1                         | 3                             | 11                                   | 3                    | 10                            |
| Пол    | Финансијско посредовање   | Некретнине                    | Државна управа и одбрана             | Образовање           | Здравствени и социјални рад   |
| Мушки  | 0                         | 0                             | 2                                    | 0                    | 1                             |
| Женски | 2                         | 0                             | 0                                    | 2                    | 4                             |
| УКУПНО | 2                         | 0                             | 2                                    | 2                    | 5                             |
| Пол    | Остале услужне активности | Приватна домаћинства          | Екстериторијалне организације и тела | Непознато            | Непознато                     |
| Мушки  | 0                         | 0                             | 0                                    | 3                    | 3                             |
| Женски | 0                         | 0                             | 0                                    | 2                    | 2                             |
| УКУПНО | 0                         | 0                             | 0                                    | 5                    | 5                             |